# 철권 4
《철권 4》(Tekken 4, 鉄拳 4, 텍켄 4)는 남코의 대전 격투 게임인 철권 시리즈의 5번째 작품이자 철권 시리즈 플레이스테이션 2 판의 2번째 작품이다. 2001년에는 아케이드 게임으로 발매되었으며 플레이스테이션 2 판은 2002년에 발매되었다.

## 스토리
2년 전 헤이하치는 투신의 포획에 실패. 그러나 투신의 잔재인 혈흔과 피부조직, 재를 연구원에게 가지고 돌아오게 하고 그것으로부터 얻은 유전자 정보에 헤이하치 자신의 세포조직으로부터 판독한 염기배열을 추가해 새로운 생명 개체를 개발한다. 그러나 연구는 쉽게는 성공하지 않았다. 그리고 많은 실험을 계속한 결과, 투신의 유전자를 생명체에 넣기 위해서는 데빌화의 인자가 필요하다는 결론에 이르게 된다. 자신의 피에 데빌화를 시키는 요소가 부족하다는 것을 헤이하치는 깨달았다.
데빌화를 시키는 요소를 가진 자... 카자마 진.
The King of Iron Fist Tournament 3에서 투신을 쓰러뜨렸던 카자마 진은 헤이하치에게 총격을 당해 쓰러졌다. 그러나 그는 데빌화하여 헤이하치를 쓰러뜨리고 날아가 버리고 말았다. 이후 카자마 진의 행방에 관하여 알고 있는 자는 없었다.
헤이하치는 카자마 진의 뒤를 쫓게 되지만 그의 소식은 알아낼 수 없었다. 그러나 그 조사 중에 흥미로운 물건을 발견한다. 그것은 20년 전에 촬영되었다고 이야기 되는 1장의 사진. 거기에 그려져 있던 물체는 전신에 상처를 입고 쓰러진 남자의 유체였다. 그 유체의 등은 날개가 돋아난 것처럼 변형되어 있었다. 그 유체가 20년 전 분화구에 묻었던 그의 아들. 카즈야라고 확신한 헤이하치는 철저하게 이 유체의 행방을 쫓았다. 그리고 유전자학 분야에서 약진을 계속하고 있는 G사에 이르게 되었다.
G사는 입수한 육체의 유전자 데이터를 해석하고 새로운 인체를 만들려고 했다. 그리고 연구에 사용된 육체, 데이터는 각각 네브래스카, 네팔의 연구 시설에 엄중하게 보관되어 있다는 것을 헤이하치는 알게되었다.
12월 25일 금요일, G사가 네팔에 가진 최고기밀연구소는 철권가의 급습을 받고 순식간에 함락. 시설의 저층계는 산산조각 폭파되고 대량의 헬리콥터 부대에 의해 시설마다 있는 하드디스크가 약탈된다. 같은 시각, 헤이하치가 거느린 다른 부대가 네브래스카 지하 연구시설 내에 침입, 카즈야의 육체가 보관 되어 있는 지역을 습격한다. 보관실 속으로 들어간 철권가들. 헬리콥터 가운데에서 헤이하치는 작전의 성공을 확신하고 있었으나 돌연 맨 앞에 섰던 철권가 소속 누군가 날아가 바닥에 나가 떨어진다. 헤이하치는 몸을 일으켜 모니터를 바라보았다. 보관실 속에 유유히 모습을 나타낸 그림자... 그것은 틀림없는 카즈야였다. 카즈야는 G사의 연구시설에서 소생해 그 육체를 연구소재로서 제공하는 것으로 자신의 육체에 잠식한 데빌의 정체를 밝혀내고 이분된 자신의 통합을 완수하려고 하고 있었다.
그리고 헤이하치와 미시마 재단을 타도하려는 그 욕망을 이루기 위해 힘을 모으고 있었다. 그러나 또 다시 헤이하치에 의해 목표로 하고 있던 것이 무너지고 분노에 떠는 카즈야는 무장한 철권가를 거의 괴멸시키고 불길 속으로 자취를 감추었다. 카즈야를 놓친 것에 대해 헤이하치는 격노하고 불행한 보고자는 맞아 떨어지게 된다. 헤이하치 옆에서 대기하고 있던 흰 피부의 최고 연구 고문 아벨은 헤이하치에게 시급히 카즈야의 포획을 재촉한다. 헤이하치는 가만히 한 곳을 응시하면서 생각에 잠긴 후 결정을 내리게 된다.
The King of Iron Fist Tournament 3로부터 2년이 경과된 지금, 미시마 헤이하치가 거느린 거대 재벌, 미시마 재단의 후계자 자리를 건 The King of Iron Fist Tournament 4의 개최 소식이 전 세계에 보도됐다. 이번 대회의 우승자, 마지막에 헤이하치를 쓰러뜨리는 자에게 미시마 재단의 총수로서의 지위를 가지게 된다고 이야기 한다.

## 기존 캐릭터
- 미시마 헤이하치 - 미시마 재벌의 총수로 진파치의 아들, 미시마 카즈야의 아버지, 진 카자마의 할아버지이다. 아들과는 불구대천의 원수이다. 철권1에서 카즈야에 의해 절벽으로 떨어졌으나 죽지 않고, 철권2에서 다시 카즈야를 화산에 던져버린다.
- 미시마 카즈야 - 미시마 헤이하치의 친아들임에도 불구하고 아버지와 원수지간이다. 아버지에 의해 절벽에 던져졌으나 부활. 훗날 카자마 준의 사이에서 카자마 진을 얻는다. 그러나 이 카자마 진과도 원수지간이 되어 미시마 4대는 모두 서로 원수가 된다.
- 마샬 로우 - 아들의 가출로 의기소침해있던 로우,동업자의 배신으로 가게가 망해 재기를 위해 참가.
- 폴 피닉스(성우 - 이시마루 히로야) - 우주최강을 위해 참가. 마샬 로우와 같이 수련하고 있다.
- 요시미츠(성우 - 시영준) - 의적단의 두목, 몸의 일부가 로봇으로 되어 있다.
- 니나 윌리엄스 - 암살자. 여동생인 안나 윌리엄스와는 원수지간이다.
- 리 차오랑 - 헤이하치가 카즈야의 경쟁상대로서 키운 양자. 그러나 양아버지도 배신하고 의붓형제인 카즈야도 배신한다. '바이올렛'이라는 가명을 사용한다.
- 레이 우롱(성우 - 루트비히 판 베토벤) - 홍콩국제 경찰관, 형사. 스티브 폭스를 노리는 암살자를 막고 명예회복을 위해 참가했다.
- 화랑(성우 - 이정구) - 백두산의 제자. 군복무중 철권 태그토너먼트에 출전하기 위해 탈영했으나 지휘관의 배려로 만기전역처리되었다. 대부분 장교인 군인캐릭터에 비해 화랑은 군인캐릭터일 당시 병사의 신분이었다.
- 링 샤오유 - 철권3에서 링 샤오유는 헤이하치에게 놀이공원을 만들어달라고 요구했고 헤이하치는 철권 대회에서 우승하면 만들어 주겠다고 약속한다.
- 카자마 진 - 미시마 카즈야와 준 카자마 사이에서 태어난 아들.
- 킹 - 프로레슬러, 현재의 킹은 2대이다.
- 브라이언 퓨리(성우 - 팀 앨런) - 전투경찰로 이미 사망했다. 그러나 생체실험을 통해 다시 살아났다. 계속 썩어가는 육체를 해결하기 위해 끝없이 싸워야만 하는 처지에 놓여 있다.
- 줄리아 창 - 미쉘 창이 주워다 키우는 인디언 사회에서 자란 소녀.
- 쿠마 - 현재의 쿠마는 철권 1의 쿠마의 2세이다.
- 팬더
- 에디 골도 - 브라질의 격투가. 사부의 병을 치료하기 위해 동분서주한다.

## 신 캐릭터
- 스티브 폭스 - 가족을 알 수 없는 복싱선수라지만 그의 진짜 정체는 체외수정을 통해 태어난 니나 윌리엄스의 아들이다.
- 크레이그 머독 - 이종격투기 선수. 아머킹과의 시합에서 아머킹을 살해한다.
- 크리스티 몬테이로 - 에디 골도의 사부의 손녀.
- 컴봇 - 리 차오랑이 개조한 로보트.
- 히라노 미하루 (링 샤오유의 코스튬 변환) - 링 샤오유의 친구.
- 바이올렛 (리 차오랑의 코스튬 변환)

## 기타
타임 업 (Time up!)이 되면 철권 태그 토너먼트와 마찬가지로 %로(예를 들어 1P가 10% COM인 경우 50%) 나온다. YOU LOSE에서 승리한 자의 자세를 취한 뒤 CONTINUE? 9부터 시작하면 좌절이나 분한 자세 상태에서 0이 되면 게임 오버가 된다.

## 평가
| 통합 점수  | 통합 점수 |
| 통합사     | 점수      |
| ---------- | --------- |
| 게임랭킹스 | 81.35%    |
| 메타크리틱 | 79/100    |
| 평론 점수  |           |
| 평론사     | 점수      |
| 에지       | 6/10      |
| 패미츠     | 36/40     |
| 게임프로   | 4.5/5     |
| 게임스팟   | 8.4/10    |
| 게임스파이 | 71/100    |
| IGN        | 9/10      |

| 수상                                   | 수상                              |
| 평론사                                 | 수상                              |
| -------------------------------------- | --------------------------------- |
| Game Critics Awards                    | Best Fighting Game of E3 2002     |
| Academy of Interactive Arts & Sciences | Console Fighting Game of the Year |